# Grégory Fitoussi
Grégory Fitoussi, né le 13 août 1976 à Paris, est un acteur français.
Après avoir suivi des cours de théâtre à l'Actors Studio, il est révélé dans la série Sous le soleil (1998-2001), il connaît un grand succès dans diverses séries aussi bien en France avec Engrenages, Speakerine, Le Bureau des légendes et Les Hommes de l'Ombre qu'à l'étranger avec Mr Selfridge, Beecham House et Peaky Blinders.
Au cinéma, il alterne films d'auteur : La Conquête de Xavier Durringer, Un été brûlant de Philippe Garrel), comédies : Mince alors ! de Charlotte de Turckheim, Jamais le premier soir de Mélissa Drigeard) et films d'action internationaux : G.I. Joe : Le Réveil du Cobra  de Stephen Sommers et World War Z de Marc Forster.
Récemment on a pu le voir dans les fictions de TF1 : Cats Eyes, Erica, et dans le film Loups-garous aux côtés de Franck Dubosc. 

## Biographie
Grégory Fitoussi est le frère de l'acteur Mikaël Fitoussi. À 20 ans, il abandonne ses études pour suivre des cours avec Jack Waltzer de l'Actors Studio.
Il se fait connaître du grand public à l'âge de 22 ans grâce à la série télévisée de TF1 Sous le soleil en apparaissant pour la première fois en 1998 dans l'épisode 2 de la saison 4 Abus de confiance tenant ainsi le rôle de Benjamin Loset jusqu'en 2001. Il a passé plusieurs castings notamment pour incarner les personnages de Manu, Louis et Samuel.
En 1998, il apparaît dans le clip Les meilleurs ennemis de Pascal Obispo et Zazie, qui fut d'ailleurs sa première apparition télévisée.
En 1999, il donne la réplique à Claudia Cardinale et à Hélène de Fougerolles dans le court-métrage de Félicie Dutertre et François Rabes Un café... l'addition.
En 2001, il joue dans la série de l'été Méditerranée, interprétant le personnage de Pierre.
Depuis 2005, il tient l'un des rôles principaux de la série de Canal+, Engrenages. Il y interprète un jeune substitut du procureur, qui hésite entre son amour de la justice et de la loi, et ses sentiments personnels, qui peuvent lui coûter sa prometteuse carrière. Il quitte la série à la fin de la cinquième saison en 2014.
Il fait également des apparitions remarquées dans L'État de Grace, une série télévisée diffusée sur France 2 en 2006, dans laquelle il joue le rôle du gynécologue de Grace, la présidente de la République, jouée par Anne Consigny. Par la suite, il interprète le rôle de Maître Vidal, l'avocat de Marie Besnard dans le téléfilm Marie Besnard, l'empoisonneuse, inspiré d'une célèbre affaire judiciaire française.
En 2009, il tient le rôle du Baron Decobray dans le film américain G.I. Joe : Le Réveil du Cobra. En 2011, il incarne Laurent Solly au cinéma dans La Conquête, le film sur Nicolas Sarkozy, présenté au 64e Festival de Cannes.
En 2012, grâce au succès outre-Manche d'Engrenages, il obtient le rôle d'Henri Leclair, un décorateur, dans la série Mr Selfridge diffusée sur la chaine ITV,. En France, il tient l'un des premiers rôles de la série Les Hommes de l'ombre où il incarne un conseiller en communication sans scrupules.
En 2013, il apparaît dans World War Z aux côtés de Brad Pitt où il tient le rôle d'un pilote d'aéronef.
En 2015, il rejoint le casting de la série la Main du Mal sur TF1 avec JoeyStar et Mélanie Doutey. Il joue l'avocat Thomas Schaffner.
En 2024, il apparait dans plusieurs épisodes de l'adaptation de la série animée Cat's Eyes produite par TF1 dans laquelle il interprète le père des sœurs Chamade.

### Vie privée
Il a été pendant plusieurs années le compagnon de la comédienne Anne Caillon de laquelle il s'est séparé en 2010.

## Filmographie

### Cinéma
- 2003 : Les Baigneuses de Viviane Candas : Nico
- 2004 : Doo Wop de David Lanzmann : le vendeur des puces
- 2009 : G.I. Joe : Le Réveil du Cobra de Stephen Sommers : Baron de Cobray
- 2011 : La Conquête de Xavier Durringer : Laurent Solly
- 2011 : Un été brûlant de Philippe Garrel : l'acteur
- 2012 : Une nuit de Philippe Lefebvre : Paul Gorsky
- 2012 : Mince alors ! de Charlotte de Turckheim : Gaspard
- 2013 : World War Z de Marc Forster : le pilote du C-130 Hercules
- 2013 : Alliés Nés d'Abraham Belaga : Samuel (court métrage)
- 2014 : Jamais le premier soir de Mélissa Drigeard : Ange
- 2015 : Qui c'est les plus forts ? de Charlotte de Turckheim : Paul
- 2017 : Hostile de Mathieu Turi : Jack
- 2017 : Daddy Cool de Maxime Govare : Renaud
- 2018 : L'école est finie d'Anne Depétrini : Raphaël
- 2018 : Emperor de Lee Tamahori : François Ier
- 2019 : Entangled de Milena Lurie : Max
- 2023 : Vaincre ou mourir de Vincent Mottez et Paul Mignot : Général Jean-Pierre Travot
- 2023 : Visions de Yann Gozlan : Marco
- 2024 : Loups-garous de François Uzan

### Télévision
- 1998-2001 : Sous le soleil : Benjamin Losey (62 épisodes)
- 2001 : Méditerranée de Henri Helman : Pierre Lantosque (épisodes 1 et 5)
- 2002 : Accords et à cris de Benoît d'Aubert : Lieutenant Laurent
- 2002 : Double Flair de Denis Malleval : Thomas Ceyssac
- 2002 : La Femme de l'ombre de Gérard Cuq : Marco Segal
- 2003 : Joséphine, ange gardien : Manu (saison 7, épisode 1 : Le stagiaire)
- 2004 : La Crim' : Bastien Calais (saison 9, épisode 1 : Ivresse mortelle)
- 2004 : Navarro : Serge Lheureux (saison 16, épisode 4 : Les bourreaux de l'ombre)
- 2005 : Colomba de Laurent Jaoui : Orso
- 2005 : Confession d'un menteur de Didier Grousset : Vincent
- 2005-2014 : Engrenages : Pierre Clément (40 épisodes)
- 2006 : L'État de Grace de Jean-Luc Gaget : Docteur Dan Odelman (mini-série)
- 2006 : Marie Besnard, l'empoisonneuse de Christian Faure : Vidal
- 2007 : Chat bleu, chat noir de Jean-Louis Lorenzi : Skybel
- 2007 : Opération Turquoise d'Alain Tasma : adjudant Philippart
- 2007 : Voici venir l'orage... de Nina Companeez : Itzhak Nadson (mini-série)
- 2008 : Le Nouveau monde d'Étienne Dhaene : Hugo
- 2008 : Adrien de Pascale Bailly : Olivier
- 2009 : Revivre de Haim Bouzaglo : Jacob Azoulay
- 2009 : Cartouche, le brigand magnifique de Henri Helman : La Reynie
- 2010 : Quand vient la peur... d'Élisabeth Rappeneau : Mathias
- 2010 : En apparence de Benoît d'Aubert : Bruno
- 2011 : Mystère au Moulin-Rouge de Stéphane Kappes : Julien Anselme
- 2011 : L'Amour fraternel de Gérard Vergez : Marc
- 2011 : Louis XI, le pouvoir fracassé de Henri Helman : Clément de Saudre
- 2012 : Hiver rouge de Xavier Durringer : Fabrice Berthier
- 2012-2015 : Mr Selfridge de Jon Jones : Henri Leclair
- 2012-2016 : Les Hommes de l'ombre de Frédéric Tellier et Jean-Marc Brondolo : Ludovic Desmeuze
- 2014 : Pas d'inquiétude de Thierry Binisti : Marc[10]
- 2015 : American Odyssey de Peter Horton, Kay Foster et Adam Armus
- 2016 : Beowulf : Retour dans les Shieldlands[11] : Razzac
- 2016 : Accusé : Léo[1] (saison 2, épisode L'Histoire de Léo)
- 2016 : La Main du mal de Pierre Aknine : Thomas Schaffner
- 2018 : Speakerine de Laurent Tuel : Eric Jauffret
- 2018 : Riviera : Noah (saison 2)
- 2018 : Le Bureau des légendes : Jean-Paul (saison 4)
- 2019 : Le Temps est assassin de Claude-Michel Rome : Paul Idrissi
- 2019 : Myster Mocky présente de Jean-Pierre Mocky (épisode Plutôt mourir dans l'eau profonde)
- 2019 : Beecham House de Gurinder Chadha : Général Castillion
- 2020 : Mirage de Louis Choquette: Thomas Grasset
- 2020 : La Garçonne de Paolo Barzman : Roman Ketoff
- 2021 : Emma Bovary de Didier Bivel : Rodolphe[12]
- 2022 : Pilote de Paul Doucet : Fernandez
- 2022 : Peaky Blinders : Jean-Claude (saison 6)
- 2022 : Agent Hamilton (saison 2)
- 2022 : La jeune fille et la nuit de Bill Eagles : Maxime[13]
- 2022 : Les Disparus de la Forêt-Noire d'Ivan Fegyveres : Erik Maes
- 2023 : Adieu vinyle de Josée Dayan : Stéphane Carel
- 2024 : Erica de Frédéric Berthe : Patrick Saab
- 2024 : Fortune de France de Christopher Thompson : Bertrand de Fontenac
- 2024 : Cat's Eyes d'Alexandre Laurent : Michaël Heinz

### Réalisateur
- 2024 : Bo Jacquo, co-réalisé avec Mikaël Fitoussi

### Scénariste
- 2024 : Bo Jacquo, co-écrit avec Mikaël Fitoussi

### Clips musicaux
- 1998 : Les Meilleurs Ennemis de Pascal Obispo et Zazie

## Distinctions
- New York City Horror Film Festival 2017 : meilleur acteur pour Hostile.
- Chevalier des Arts et des Lettres (2020)[14]